# Dean Guitars
Dean Guitars es una marca de instrumentos musicales eléctricos y acústicos de cuerda y accesorios, tales como guitarras eléctricas, bajos y amplificadores. Se estableció en Chicago, Illinois, en 1976 por el luthier Dean B. Zelinsky. La empresa actualmente es propiedad de Armadillo Enterprises y está establecida en Tampa, Florida. La planta productora de Florida tiene 110,000 pies cuadrados y es donde se produce la línea de guitarras americanas. También cuentan con plantas en Asia.

## Historia

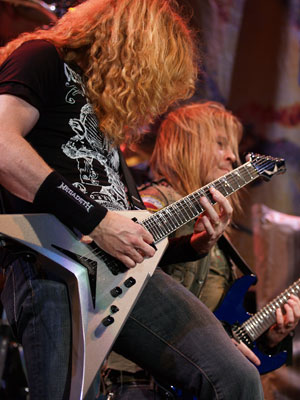
Dave Mustaine (izquierda), líder de Megadeth, y el exguitarrista de Megadeth Glen Drover (derecha). Dave tocando una USA VMNT.

Los inicios de la marca Dean datan de 1976, cuando de adolescente Dean Zelinsky decidió que quería crear un diferente tipo de guitarra a las que existían en el mercado en ese momento. Dean desarrolló nuevos diseños muy diferentes a los modelos tradicionales pero dando un buen sonido y comodidad para la ejecución del guitarrista. Sus primeras guitarras fueron en forma de V, enfocado a dar un buen sonido e imagen.
Cerca de 10 años de producción, Zelinsky decidió que ya no quería continuar manufacturando guitarras y vendió la compañía. Oscar Medeiros compró los derechos sobre el nombre de la marca hasta mediados de los 90. Las guitarras creadas por Medeiros bajo el nombre de Dean fueron consideradas como instrumentos de calidad.
Mendieros dejó de producir las guitarras Dean a mediados de los 90, cuando Armadillo Enterprises compró la compañía, y no fue mucho tiempo después que la compañía contrató a Zelinsky, quien trabajó para la Armadillo como director ejecutivo y creativo de la marca.
Dean Zelinsky rompió relaciones con "Dean Guitars" y regresó al mercado de las guitarras con una marca independiente llamada DBZ Guitars en agosto de 2008.

## Artistas que usan Dean Guitars
Ariel Marinek, guitarrista chileno, famoso por usar el modelo Thoroughbred Deluxe Les Paul en la banda Black Parade (Tributo MCR), más conocido como BlackO; además, Dean tiene una línea exclusiva de firma de artistas, aunque no solamente usan modelos de diseño exclusivo para ellos, Recientemente han incorporado a sus filas a Dave Mustaine de Megadeth, quien tiene en su haber dos diseños de Dean guitars con su modelo de firma, los cuales son una Flying V muy similar a la "King V" de Jackson Guitars, y una versión modernizada de la Gibson Explorer. Ambos muy apetecidos por los fanes de Mustaine.
La popularidad de Dean Guitars ha despegado principalmente gracias a las inolvidables apariciones de Dimebag Darrell, guitarrista de Pantera y Damageplan. Darrell fue asesinado a tiros durante una presentación con Damageplan la noche del 8 de diciembre de 2004, en el famoso club "Alrosa Villa" de Columbus, Ohio. El corte de guitarra de Dean denominado como "ML", el cual es una clara fusión de otros dos legendarios diseños de Gibson Guitar Corporation (Flying V y Explorer), fue el más usado por Dimebag Darrell en vida, y es el símbolo más representativo no sólo del músico, sino de Dean Guitars en general. Tanto es así, que ahora la compañía ofrece más de 30 diferentes modelos "Dean Dimebag Signature models" como tributo al guitarrista, en los cuales se incluye otro diseño similar al "ML" también usado por Darrell, llamado "Dean Razorback". Sus ventas han sido un éxito ya que algunos de esos modelos están equipados con los mejores componentes de alta gama requeridos por Dimebag para sus guitarras, pero también porque los otros modelos de gama baja y media, además de ser muy económicos, poseen un excelente sonido y aerografías bastante atractivas.
Artistas que tienen modelos de firma "signature models" con Dean Guitars son: Dave Mustaine de Megadeth, Michael Amott de Arch Enemy, Michael Angelo Batio (solista),  Leslie West de Mountain, Rusty Cooley de Outworld, Eduardo Quiroga Blitzkrieg, Vinnie Moore (solista), Eric Peterson de Testament, Michael Schenker de MSG, Rudolf Schenker de Scorpions, Thor Dragonhead de Southern Skills y LiZZard, Justin Seagraves de Seagraves, Zakk Wylde de Black Label Society, Sascha Gerstner de Helloween y Nico Paint de Shatter, entre otros renombrados músicos.